# Flussfahrt
Flussfahrt bzw. Flußfahrt (Originaltitel: Deliverance, deutsch „Erlösung“) ist der 1970 erschienene Debütroman des US-amerikanischen Autors James Dickey. Der Roman schildert die Kanufahrt von vier Großstädtern durch eine Flusslandschaft, die in Kürze dem Bau eines Staudamms geopfert werden soll. Ihre Begegnung mit zwei Einheimischen mündet in einer Gewalttat, der schnell weitere folgen.
Der Roman wird heute zu den literarischen Klassikern des 20. Jahrhunderts gezählt. Das Magazin Time kürte ihn zu einem der 100 besten englischsprachigen Romane, die zwischen 1923 und 2005 veröffentlicht wurden. 1972 wurde der Roman unter dem Titel Beim Sterben ist jeder der Erste von John Boorman verfilmt.

## Inhalt
Erzähler der Handlung ist der Grafiker Ed Gentry, der mit drei Freunden ein Wochenende lang mit dem Kanu den (fiktiven) Fluss Cahulawassee im Norden Georgias hinabfahren will, bevor dieser aufgestaut wird. Alle vier Männer sind mittleren Alters, Bobby Trippe ist Versicherungsverkäufer, Drew Ballinger gehört zum Management einer Getränkefirma und Lewis Medlock lebt von den Einnahmen des Immobilienbesitzes, den er geerbt hat. Lewis ist unter ihnen derjenige, der die größten Outdoor-Erfahrungen hat und davon träumt, nach Neuseeland, Südafrika oder Uruguay auszuwandern, um dort ein naturnäheres Leben zu führen. Er ist gleichzeitig die treibende Kraft hinter dem geplanten Kanutrip. Lewis ist der physisch stärkste unter ihnen und ein erfahrener Turnier-Bogenschütze, der auch Ed überredet hat, mit dem Bogenschießen zu beginnen.
Mit zwei Kanus fahren sie in die Berge Georgias. Mit lokalen Automechanikern, den rohen und bedrohlich wirkenden Griner-Brüdern, vereinbaren sie, dass diese ihre Autos zu der (fiktiven) Stadt Aintry fahren, wo in zwei Tagen die Kanufahrt enden soll. Am nächsten Morgen scheitert eine Jagd Eds mit Pfeil und Bogen auf einen Hirsch, weil er die Nerven verliert. Kurz darauf legen sie mit den Kanus ab. Ed und Bobby teilen sich das eine Kanu, Drew und Lewis fahren das zweite.
Später am Tage legen Ed und Bobby, die den anderen weit voraus gepaddelt sind, am Ufer an, um auf ihre Freunde zu warten. Dort werden sie von zwei Männern überrascht, von denen einer ein Gewehr trägt. Unter Waffengewalt zwingen sie Ed und Bobby, tiefer in den Wald zu gehen. Nachdem sie Ed an einen Baum gefesselt haben, vergewaltigt einer der beiden Männer Bobby anal. Als sie Ed zwingen wollen, den anderen Mann mit dem Mund zu befriedigen, erschießt der unbemerkt hinzugekommene Lewis mit Pfeil und Bogen einen der beiden Männer, der andere entkommt in den Wald.
Ed, Bobby, Lewis und Drews sind sich uneinig, was sie mit der Leiche machen sollen. Lewis will sie vergraben und begründet das damit, dass sie in einem lokalen Gerichtsprozess, bei dem Personen aus dem Umfeld des Toten die Jury stellen werden, keine faire Chance haben. Drew will die Leiche der Polizei in Aintry übergeben. Der gedemütigte und traumatisierte Bobby, der die Leiche misshandelt, schließt sich Lewis Vorschlag an, weil er die Tatsache seiner Vergewaltigung nicht allgemein bekannt werden lassen möchte. Drew versucht, Ed von seiner Meinung zu überzeugen, aber Ed unterstützt schließlich auch Lewis’ Vorschlag. Die Männer vergraben die Leiche und setzen ihre Kanufahrt fort, weil dies ihr einziger Weg ist, das Flusstal wieder zu verlassen. Am Abend erreichen sie Stromschnellen. Bei der Fahrt durch die Stromschnellen kentern beide Boote, eines der beiden Kanus zerbricht dabei. Lewis bricht sich das Bein, während er von den Wassermassen fortgerissen wird. Drew, dem scheinbar gleiches passiert, taucht nicht wieder aus dem Wasser auf und Lewis ist sich sicher, dass er in dem Moment, als sie sich mitten in den Stromschnellen befanden, vom Steilufer aus erschossen wurde. Ed ist sich diesbezüglich weniger sicher, aber ihm ist klar, dass sie alle in Lebensgefahr sind, wenn der zweite Mann sich oberhalb von ihnen am Steilufer befindet. Sie müssen ihre Fahrt auf dem Fluss fortsetzen, um nach Aintry zu gelangen, sind aber Gewehrschüssen von oben auf dem Fluss hilflos ausgesetzt. Ed entschließt sich, das Steilufer zu erklimmen und, falls sich dort oben ein Mann befindet, ihn zu töten.
Ed vereinbart mit Bobby, dass dieser gemeinsam mit dem verletzten Lewis im Morgengrauen die Fahrt fortsetzen wird. Ed klettert dann mühselig das Steilufer der Schlucht hinauf. Er steigt dort auf einen Baum und wartet auf den Schützen, der tatsächlich am frühen Morgen auftaucht. Kurz bevor er Ed entdeckt, schießt dieser auf ihn mit einem Pfeil. Der sterbende Mann schießt noch auf Ed, der aus dem Baum stürzt und sich dabei einen eigenen Pfeil in die Körperseite bohrt. Ed muss zunächst den Pfeil aus seiner Körperseite herausschneiden. Heftig blutend folgt er dem Mann:

„Am Rande des Waldes fand ich das Gewehr, flach und lang und fehl am Platz auf den Kiefernnadeln. Ich ließ es dort und zog das Messer. Ich war auf meinen Knien, selber Blut verlierend wo immer ich nach seinen Blutspuren suchte. Einmal musste ich zurückgehen und die Spur wiederfinden, weil ich nicht unterscheiden konnte, was mein Blut war und was seines.“

Ed findet schließlich den auf dem Bauch liegenden Toten, dessen Hand sich an der Wurzel eines toten Baumes festgekrallt hat. Er dreht ihn um, bleibt aber unsicher, ob es sich bei dem Toten um einen der beiden Männer handelt, die ihn und Bobby im Wald überfallen haben. Ed zerrt die Leiche an den Schluchtrand und lässt ihn mit einem Seil zum Fluss hinab. Als er selber hinabklettert, reißt das Seil – nur mit Mühe gelingt es Ed, ins Flusswasser zu springen, während das Gesicht der Leiche so von den Steinen am Ufer zerschmettert wird, dass es auch Bobby unmöglich ist zu erkennen, ob es sich bei dem Toten um einen der beiden Männer handelt, die sie überfallen haben. Sie können nicht ausschließen, dass es sich bei dem Toten um einen weiteren Redneck handelt, der feindlich auf ihre Anwesenheit reagiert, oder auch nur um einen unbeteiligten Jäger. Sie beschweren die Leiche mit Steinen und versenken sie an Ort und Stelle. Ed wirft auch den Bogen, die Pfeile und das Gewehr des Toten ins Wasser und zu Dritt setzen sie die Reise im Kanu fort.
Unterhalb der Stromschnellen finden sie Drews Leiche. Am Kopf weist er eine Verletzung auf, die nach Lewis Ansicht von einem Streifschuss resultiert. Auch seine Leiche versenken sie im Fluss, da sie nicht zulassen können, dass die Leiche untersucht wird. Wenig später erreichen sie Aintry, wo sie behaupten, dass sie, kurz bevor sie Aintry erreichten, ihr zweites Kanu und ihren Freund verloren haben. Damit wollen sie verhindern, dass Suchtrupps an der eigentlichen Unfallstelle nach dem Vermissten suchen. Bereits am Tag zuvor sind jedoch Reste ihres Kanus in Aintry angespült worden, so dass sie ihre Geschichte ändern müssen. Insbesondere der Hilfssheriff, dessen Schwager seit dem Wochenende vermisst ist, ist davon überzeugt, dass Ed, Bobby und Lewis mit seinem Verschwinden zu tun haben. Der Sheriff aber lässt die Männer ziehen, nachdem der Fluss vergeblich nach Drews Leiche abgesucht wurde. Er warnt sie jedoch auch davor, jemals wieder in den Ort zurückzukehren.
Der Roman endet damit, dass die drei Überlebenden in ihr konventionelles Leben zurückkehren. Bobby zieht letztlich nach Hawaii, während Lewis und Ed Freunde bleiben. Für sie beide hat ihr Erlebnis auf dem nun verlorenen Fluss ihr konventionelles Leben erträglich gemacht.
Das Buch trägt eine Widmung an Edward L. King und Albert Braselton, Freunde Dickeys. Dem Roman sind ein französisches Zitat des Surrealisten Georges Bataille und ein in englische Sprache übersetzter Spruch aus Obd 1,3  vorangestellt. Der Roman ist in fünf Kapitel gegliedert: Vorher; 14. September; 15. September; 16. September; Danach.

## Verfilmung
In der sich eng an die Romanvorlage haltenden Verfilmung Beim Sterben ist jeder der Erste spielten Burt Reynolds, Ronny Cox, Jon Voight und Ned Beatty die Hauptrollen. Der Film wurde 1973 in den Kategorien Bester Schnitt, Beste Regie und Bester Film für den Oscar nominiert, ging aber leer aus. Ebenfalls ohne Auszeichnung blieb der Film, trotz mehrerer Nominierungen, bei den British Academy Film Awards und den Golden Globe Awards. Auch für den New York Film Critics Circle Award, den Directors Guild of America Award und den Writers Guild of America Award war er nominiert.
Der Film ist unter anderem wegen des Musikstückes Dueling Banjos berühmt. Drew spielt dabei die Gitarre, während ein offensichtlich geistig behinderter Junge Banjo spielt. Der musikalische Wettstreit, der auch im Roman vorkommt, gewann 1974 den Grammy Award als bestes Country-Instrumentalstück. Das Lied basiert auf der Melodie von Yankee Doodle und wurde für den Film arrangiert von Eric Weissberg und Steve Mandel, komponiert wurde es bereits 1955 unter dem Titel Feuding Banjos von Arthur Smith und Don Reno.

## Rezeption
In einer Buchbesprechung im Jahre 1971 anlässlich der Veröffentlichung der deutschen Übersetzung bezeichnete eine Rezension im Nachrichtenmagazin Der Spiegel den Roman als einen feuchtfröhlichen Wochenendausflug von vier Biedermännern, der zum katastrophalen Showdown werde, dem keiner ungeschoren entkomme. Harmlos beginne der Roman „in natur-schwärmerischer Gemütsruhe, wie ein guter alter Hitchcock. Doch plötzlich und unvermutet, nach rund hundert Seiten beruhigender Waldes-Romantik, schlägt die Stimmung um: in eine Bedrohung wie aus der Alptraumfabrik Polanskis (der das Buch übrigens verfilmen will).“
Das Time Magazine nannte den Roman in ihrem Kanon von 2005 einen gefährlichen Thriller, der einem in die Eingeweide geht, voll verbotenem Wissen, räumte allerdings ein, dass er mittlerweile teilweise von der Verfilmung in den Schatten gestellt wurde.

## Ausgaben
- James Dickey: Flußfahrt. Roman. (englischer Originaltitel: Deliverance, übersetzt von Jürgen Abel). Rowohlt, Reinbek bei Hamburg 1971, ISBN 3-498-01219-3.
- James Dickey: Flussfahrt. Übersetzt von Jens Seeling. Seeling, Frankfurt am Main 2011, ISBN 978-3-938973-13-4.

## Einzelbelege
1. ↑   Dickey:  Deliverance, eISBN 978-0-307-48370-6. S. 5
2. ↑   Dickey:  Deliverance, eISBN 978-0-307-48370-6. S. 97
3. ↑   Dickey:  Deliverance, eISBN 978-0-307-48370-6. S. 114
4. ↑   Dickey:  Deliverance, eISBN 978-0-307-48370-6. S. 192
5. ↑   Dickey:  Deliverance, eISBN 978-0-307-48370-6. S. 196f. Im Original lautet das Zitat: At the edge of the woods I found the rifle, flat and long and out of place on the pine needles. I left it there, and drew the knife. I was on my knees, bleeding wherever I looked for his blood. Once I had to go back and try to pick up the trail again, for I could not tell which was my blood and which was his.
6. ↑   Dickey:  Deliverance, eISBN 978-0-307-48370-6. S. 209.
7. ↑  Albert B. Braselton papers, bei Emory University
8. ↑  Kompliziertes Leben. In: Der Spiegel 13/1971. S. 192, abgerufen am 19. Februar 2021.
9. ↑  Lev Grossman: Deliverance. Time, 7. Januar 2010, abgerufen am 28. Juli 2014 (englisch): „Though it’s been partially eclipsed by the movie version [...] the original Deliverance is a visceral, dangerous thriller packed with forbidden knowledge.“